# Гантінгтон (Індіана)
Гантінгтон (англ. Huntington) — місто (англ. city) в США, в окрузі Гантінгтон штату Індіана. Населення — 17 022 особи (2020).

## Географія
Гантінгтон розташований за координатами 40°52′51″ пн. ш. 85°30′20″ зх. д. / 40.88083° пн. ш. 85.50556° зх. д. (40.880825, -85.505497).  За даними Бюро перепису населення США у 2010 році місто мало площу 22,90 км², з яких 22,55 км² — суходіл та 0,35 км² — водойми.

## Демографія
Згідно з переписом 2010 року, у місті мешкала 17 391 особа в 6566 домогосподарствах у складі 4197 родин. Густота населення становила 760 осіб/км².  Було 7487 помешкань (327/км²).
Расовий склад населення:
| - 96,4 % — білих - 0,6 % — чорних або афроамериканців - 0,5 % — азіатів - 0,4 % — корінних американців |

До двох чи більше рас належало 1,4 %. Частка іспаномовних становила 2,4 % від усіх жителів.
За віковим діапазоном населення розподілялося таким чином: 24,8 % — особи молодші 18 років, 61,7 % — особи у віці 18—64 років, 13,5 % — особи у віці 65 років та старші. Медіана віку мешканця становила 33,4 року. На 100 осіб жіночої статі у місті припадало 91,3 чоловіків;  на 100 жінок у віці від 18 років та старших — 88,5 чоловіків також старших 18 років.
Середній дохід на одне домашнє господарство  становив 47 299 доларів США (медіана — 38 018), а середній дохід на одну сім'ю — 55 826 доларів (медіана — 47 406). Медіана доходів становила 40 484 долари для чоловіків та 22 956 доларів для жінок. За межею бідності перебувало 17,9 % осіб, у тому числі 24,2 % дітей у віці до 18 років та 11,0 % осіб у віці 65 років та старших.
Цивільне працевлаштоване населення становило 7920 осіб. Основні галузі зайнятості: виробництво — 28,8 %, освіта, охорона здоров'я та соціальна допомога — 24,0 %, мистецтво, розваги та відпочинок — 10,1 %, роздрібна торгівля — 8,6 %.